# Fabrice Martin
Fabrice Martin (ur. 11 września 1986 w Bajonnie) – francuski tenisista.

## Kariera tenisowa

### Kariera juniorska
Francuz przygodę z tenisem rozpoczął w wieku 5 lat. Od 2002 roku grał w turniejach z cyklu ITF Junior Circuit, natomiast od 2003 roku także w zawodach kategorii ITF Men’s World Tennis Tour, w której większe sukcesy odnosił w grze podwójnej, wygrywając łącznie 24 turnieje.

### Kariera zawodowa
Status profesjonalnego tenisisty uzyskał w 2006 roku.
W 2012 roku dwukrotnie uczestniczył w kwalifikacjach do wielkoszlemowych Australian Open oraz French Open, w obu startach przegrywając w pierwszej rundzie eliminacji.
W zawodach cyklu ATP Tour Martin zagrał w 22 finałach gry podwójnej, z których w 8 zwyciężył.
Najwyżej sklasyfikowany w zestawieniu singlistów był na 228. miejscu (23 lipca 2012), natomiast w rankingu deblistów na 19. pozycji (24 kwietnia 2023).

#### Finały w turniejach ATP Tour
| Legenda                                      |
| -------------------------------------------- |
| Wielki Szlem                                 |
| Igrzyska olimpijskie                         |
| Tennis Masters Cup / ATP Finals              |
| ATP Masters Series / ATP Tour Masters 1000   |
| ATP International Series Gold / ATP Tour 500 |
| ATP International Series / ATP Tour 250      |

##### Gra podwójna (8–14)
| Końcowy wynik | Nr  | Data                 | Turniej            | Nawierzchnia  | Partner                | Przeciwnicy                              | Wynik finału       |
| ------------- | --- | -------------------- | ------------------ | ------------- | ---------------------- | ---------------------------------------- | ------------------ |
| Finalista     | 1.  | 8 lutego 2015        | Zagrzeb            | Twarda (hala) | Purav Raja             | Marin Draganja Henri Kontinen            | 4:6, 4:6           |
| Zwycięzca     | 1.  | 10 stycznia 2016     | Ćennaj             | Twarda        | Oliver Marach          | Austin Krajicek Benoît Paire             | 6:3, 7:5           |
| Zwycięzca     | 2.  | 21 lutego 2016       | Delray Beach       | Twarda        | Oliver Marach          | Bob Bryan Mike Bryan                     | 3:6, 7:6(7), 13–11 |
| Finalista     | 2.  | 12 czerwca 2016      | Stuttgart          | Trawiasta     | Oliver Marach          | Marcus Daniell Artem Sitak               | 7:6(4), 4:6, 8–10  |
| Finalista     | 3.  | 2 października 2016  | Shenzhen           | Twarda        | Oliver Marach          | Fabio Fognini Robert Lindstedt           | 6:7(4), 3:6        |
| Finalista     | 4.  | 30 października 2016 | Wiedeń             | Twarda (hala) | Oliver Marach          | Łukasz Kubot Marcelo Melo                | 6:4, 3;6, 11–13    |
| Zwycięzca     | 3.  | 6 stycznia 2017      | Doha               | Twarda        | Jérémy Chardy          | Vasek Pospisil Radek Štěpánek            | 6:4, 7:6(3)        |
| Finalista     | 5.  | 12 lutego 2017       | Montpellier        | Twarda (hala) | Daniel Nestor          | Alexander Zverev Mischa Zverev           | 4:6, 7:6(3), 7–10  |
| Finalista     | 6.  | 7 maja 2017          | Monachium          | Ceglana       | Jérémy Chardy          | Juan Sebastián Cabal Robert Farah        | 3:6, 3:6           |
| Finalista     | 7.  | 29 października 2017 | Bazylea            | Twarda (hala) | Édouard Roger-Vasselin | Ivan Dodig Marcel Granollers             | 5:7, 6:7(6)        |
| Zwycięzca     | 4.  | 24 lutego 2019       | Marsylia           | Twarda (hala) | Jérémy Chardy          | Ben McLachlan Matwé Middelkoop           | 6:3, 6:7(4), 10–3  |
| Zwycięzca     | 5.  | 5 maja 2019          | Estoril            | Ceglana       | Jérémy Chardy          | Luke Bambridge Jonny O’Mara              | 7:5, 7:6(3)        |
| Finalista     | 8.  | 8 czerwca 2019       | French Open, Paryż | Ceglana       | Jérémy Chardy          | Kevin Krawietz Andreas Mies              | 2:6, 6:7(3)        |
| Finalista     | 9.  | 29 września 2019     | Chengdu            | Twarda        | Jonatan Erlich         | Nikola Ćaćić Dušan Lajović               | 6:7(9), 6:3, 3–10  |
| Zwycięzca     | 6.  | 18 stycznia 2020     | Adelaide           | Twarda        | Máximo González        | Ivan Dodig Filip Polášek                 | 7:6(12), 6:3       |
| Finalista     | 10. | 20 września 2020     | Rzym               | Ceglana       | Jérémy Chardy          | Marcel Granollers Horacio Zeballos       | 4:6, 7:5, 8–10     |
| Finalista     | 11. | 7 lutego 2021        | Melbourne          | Twarda        | Jérémy Chardy          | Nikola Mektić Mate Pavić                 | 6:7(2), 3:6        |
| Zwycięzca     | 7.  | 24 października 2021 | Antwerpia          | Twarda (hala) | Nicolas Mahut          | Wesley Koolhof Jean-Julien Rojer         | 6:0, 6:1           |
| Finalista     | 12. | 9 października 2022  | Astana             | Twarda (hala) | Adrian Mannarino       | Nikola Mektić Mate Pavić                 | 4:6, 2:6           |
| Finalista     | 13. | 26 lutego 2023       | Marsylia           | Twarda (hala) | Nicolas Mahut          | Santiago González Édouard Roger-Vasselin | 6:4, 6:7(4), 7–10  |
| Zwycięzca     | 8.  | 4 marca 2023         | Dubaj              | Twarda        | Maxime Cressy          | Lloyd Glasspool Harri Heliövaara         | 7:6(3), 6:4        |
| Finalista     | 14. | 21 lipca 2024        | Gstaad             | Ceglana       | Ugo Humbert            | Yuki Bhambri Albano Olivetti             | 6:3, 3:6, 6–10     |